# Pottawatomie Rifles
Els Pottawatomie Rifles ("Rifles de Pottawatomie") van ser un grup d'uns cent abolicionistes (o "free state") dels pobladors de Kansas dels comtats de Franklin i Anderson, tots dos al llarg del Pottawatomie Creek. La banda es va formar a la tardor de 1855, durant el període conegut com a Bleeding Kansas, com una milícia armada per contrarestar la presència del creixent proesclavisme (una afluència d'homes coneguda com a "Border Ruffians") a la zona i al llarg de la frontera de Missouri, i en resposta al saqueig de la localitat de Lawrence. Liderat pel fill de John Brown, John Brown Jr., els homes del Pottawatomie Rifles van participar en bona part de la violència del Bleeding Kansas, inclosa la Batalla d'Osawatomie i la massacre de Pottawatomie.